# Plouharnel
Plouharnel település Franciaországban, Morbihan megyében. Lakosainak száma 2272 fő (2022. január 1.). Plouharnel Erdeven, Carnac és Saint-Pierre-Quiberon községekkel határos.

## Népesség
A település népességének változása:
| Lakosok száma | 1487 | 1525 | 1653 | 1883 | 2133 | 2144 | 2160 | 2214 | 2240 | 2272 |
|               | 1968 | 1982 | 1990 | 2006 | 2013 | 2015 | 2017 | 2019 | 2020 | 2022 |